# Amiga
Pour les articles homonymes, voir Amiga (homonymie).
L’Amiga est une famille d’ordinateurs personnels commercialisée par Commodore International entre 1985 et 1996. Dans les années 1990, il est très populaire sur la scène démo, parmi les amateurs de jeux vidéo et dans l'industrie de la vidéo. Dans les années 1980, l'Amiga offrait en standard un affichage plus coloré et plus animé, un meilleur son et un système d'exploitation (multitâche préemptif avec interface graphique) plus avancé que la plupart de ses concurrents.
En neuf ans de commercialisation, une dizaine de modèles sont proposés au public et aux professionnels. La version la plus célèbre reste l'Amiga 500, sorti en 1987, vendu à plus d'un million d'exemplaires en Allemagne. Commodore est placé en faillite en 1994, signant la fin de leur production.
Les logiciels n'étant pas compatibles avec ceux de ses concurrents, l'Amiga devait disposer de ses propres programmes de jeu vidéo, traitement de texte, de musique assistée par ordinateur, de dessin, etc. la machine de Commodore est restée longtemps une référence dans la scène démo, parvenant encore à surpasser des démos PC à l’Assembly 2006.

## Modèles commercialisés

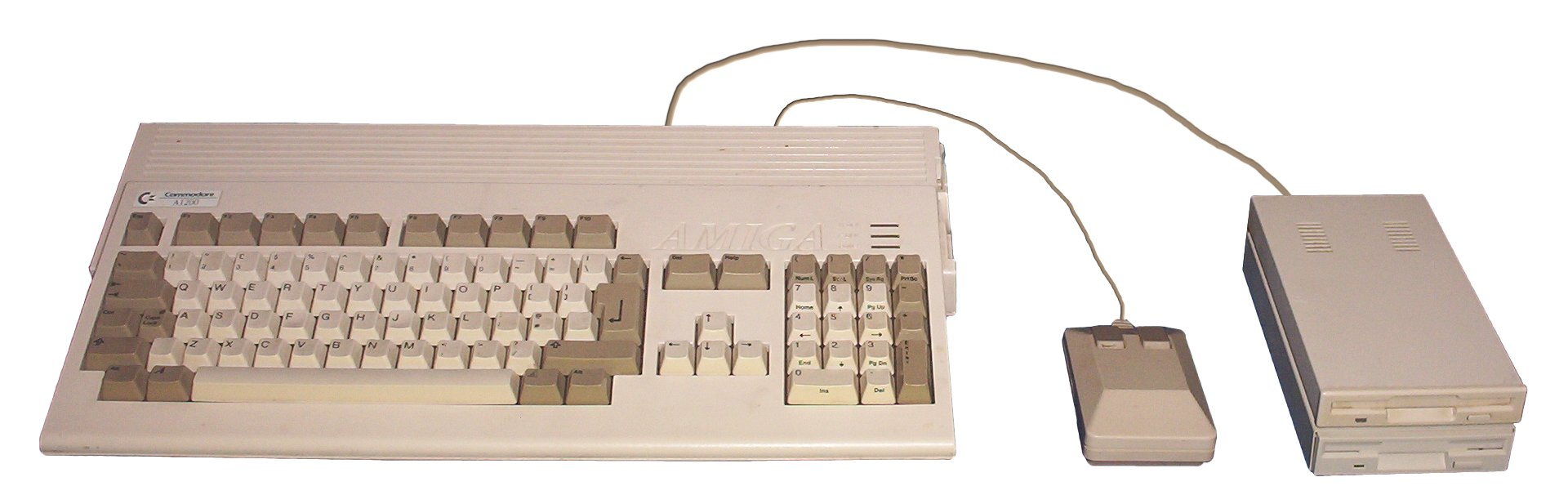
Amiga 1200 avec sa souris et un lecteur de disquette externe Amiga

La famille Amiga compte une dizaine de modèles, les définitions d'écran sont, dès le début, supérieures à celles des produits concurrents, la vitesse d'affichage est également supérieure et sa mise en œuvre est bien différente : l'Amiga n'a pas besoin de carte graphique, il comporte trois circuits intégrés spécialisés nommés Agnus, Denise et Paula, allégeant le travail du microprocesseur et ajoutant des fonctionnalités dont il serait incapable. Il y a donc un processeur graphique, un processeur vidéo et un processeur audio ainsi qu'un système assurant la gestion de la communication avec les périphériques internes ou externes,
Le chipset - les circuits intégrés - de cet ordinateur permet de réaliser des effets vidéo aussi fluides que le cinéma et les afficher sur un écran de télévision ordinaire sans utiliser le processeur Motorola 680x0. Les trois circuits intégrés sont l'œuvre de Jay Miner, vice-président de Amiga Corp, qui est également l'auteur des circuits intégrés de la console de jeu Atari 2600,.
Le système d'exploitation de l'Amiga comporte une interface graphique inspirée de celle de Xerox (utilisée sur le Lisa puis sur Macintosh) mais y ajoutant un multitâche préemptif ainsi qu'une interface en ligne de commande similaire au xterm d'Unix. Les premiers usagers ont remarqué son aisance à exécuter de nombreuses tâches en même temps — plus de 5000 avec seulement 512 ko de ram (...), ceci est dû au fait que les opérations d'affichage sont entièrement réalisées par les circuits intégrés et que le processeur 68000 est alors entièrement disponible pour les calculs. Le client cible de l'Amiga est l'utilisateur domestique ainsi que le domaine de l'infographie, de la musique (grâce aux 4 voies stéréo de Paula) et la vidéo. Le magazine InfoWorld se questionne concernant la plus-value apportée par l'Amiga sur le marché des entreprises et de l'informatique de gestion,.
L'offre en logiciels pour Amiga a posé un problème à Commodore : la machine n'était pas compatible avec ses concurrents, ni même avec le C64 de Commodore, et aucun des logiciels sur le marché ne fonctionnait sur cette machine. Divers éditeurs de logiciels annoncent des adaptations de leurs produits à l'Amiga, mais l'offre reste modeste. Parmi les logiciels annoncés sur cette machine, il y a le langage de programmation BASIC de Microsoft et quelques dizaines de logiciels qui vont du traitement de texte et la comptabilité à la musique assistée par ordinateur et la création de dessins animés. L'offre en logiciels s'est élargie en 1986 avec l'arrivée de Deluxe Paint, Deluxe Music, et Deluxe Video, créés par Electronic Arts. L'achat, en option, d'un émulateur pour un coût de 200 dollars, permet d'exploiter les logiciels existant sur le marché et prévus pour IBM PC, tels que Wordstar, DBase III ou Lotus 1-2-3.
| Nom        | Année                             | Forme du boîtier     | Marché         | Processeur                            | AmigaOS      | Chipset                |
| ---------- | --------------------------------- | -------------------- | -------------- | ------------------------------------- | ------------ | ---------------------- |
| Amiga 1000 | 1985 États-Unis (Nov) 1986 Europe | ordinateur de bureau | domestique     | 68000 7 MHz                           | 1.0          | OCS                    |
| Amiga 500  | 1987                              | machine à écrire     | domestique     | 68000 7 MHz                           | 1.3          | OCS ou semi ECS (rev6) |
| Amiga 500+ | 1991                              | machine à écrire     | domestique     | 68000 7 MHz                           | 2.04         | ECS                    |
| Amiga 2000 | 1987                              | ordinateur de bureau | professionnels | 68000 7 MHz                           | 1.3 et 2.04  | OCS                    |
| Amiga 1500 | 1990                              | ordinateur de bureau | professionnels | 68000 7 MHz                           | 1.3 et 2.04  | ECS                    |
| Amiga 3000 | 1990                              | ordinateur de bureau | professionnels | 68030 25 MHz                          | 2.04 ou Unix | ECS                    |
| Amiga CDTV | 1991                              | set-top box          | domestique     | 68000 7 MHz                           | 1.3          | OCS(?)                 |
| Amiga 600  | 1992                              | machine à écrire     | domestique     | 68000 7 MHz                           | 2.05         | ECS                    |
| Amiga 1200 | 1992 (Dec)                        | machine à écrire     | domestique     | 680ec20 14 MHz                        | 3.0          | AGA                    |
| Amiga 4000 | 1992                              | ordinateur de bureau | professionnels | 68030 ou 68040 25 MHz ou 68060 50 MHz | 3.0          | AGA                    |
| Amiga CD32 | 1993 (Sep)                        | console de jeu       | domestique     | 680ec20 14 MHz                        | 3.1          | AGA                    |

On connaît plusieurs estimations de ventes d'Amiga tout au long de sa vie. Des chiffres datés de fin 1988 montrent alors un parc installé en Europe de 515 000 machines (dont 180 000 en Allemagne, 140 000 au Royaume-Uni, et 80 000 en France). Fin 1992, dans son rapport annuel récapitulant l'année écoulée, Commodore annonçait un parc installé de 3,7 millions d'Amiga au 30 juin 1992, deux années avant sa mise en liquidation. Bien plus tard, le Dr Peter Kittel, qui a été chargé de faire le relevé du nombre de machines vendues au travers des numéros de série lors de la liquidation de Commodore, indiqua dans un email rendu public son estimation que 1 680 480 Amiga avaient été vendus en Allemagne, 2 675 000 en Europe, 1 240 000 aux États-Unis, et 1 600 000 dans le reste du monde entier - soit environ 7 millions de machines, tous modèles confondus.
À noter que certains Amiga 500 (vendus fin 1991 début 1992) sont équipés de cartes mère 500+ bridées[réf. nécessaire].
Quelques prototypes n’ont jamais vu le jour, dont :
- Amiga Nyx, 1994, avec un prototype de puces AAA ;
- Amiga Walker, 1996, avec un jeu de puces AGA, mais avec des connecteurs d’extension ressemblant aux PCI.

## Histoire
Au début années 1980, le marché - naissant - des micro-ordinateurs était essentiellement divisé en deux catégories : d'un côté les machines professionnelles comme celles fabriquées par IBM, qui offraient une interface en ligne de commande avec un curseur vert sur fond noir. De l'autre, les machines familiales comme les Atari 2600 et le Commodore 64, plus attirantes et appréciées pour les jeux vidéo.

### Le prototype d'Amiga Corporation
Amiga Corporation est une startup fondée en 1982, basée à Santa Clara en Californie, qui fabrique des joysticks. Le projet démarre en 1982 avec, à sa tête, l'architecte matériel Jay Miner qui est aussi l'architecte de la console Atari 2600. Selon son habitude, il donne à ces projets des noms de fille, la machine est alors appelée Lorraine et ses principales puces Denise, Paula et Agnus. La puce Denise s'occupe de l'affichage, Paula du son et Agnus coordonne l'activité des deux autres puces avec celle du processeur.
L'effondrement du marché des consoles
En 1983, alors que le projet est en cours, le marché des consoles de jeu s'effondre, saturé de consoles, incompatibles entre elles, et en manque d'innovation. Jay Miner insiste sur le fait que le projet Lorraine est viable aussi bien comme console de jeu que comme ordinateur personnel. L'année suivante, la jeune société met sur le marché le fruit du projet Lorraine sous la forme d'un ordinateur personnel.
La startup Amiga Inc, en manque de liquidités, fait tout son possible pour pouvoir présenter son prototype au Consumer Electronics Show à Chicago en 1984. Quelques jours avant le début de l'expo, le Lorraine n'est encore qu'un tas de circuits imprimés vaguement interconnectés et qui plante continuellement. Les ingénieurs ont des pièces de réserve et ont appris à les remplacer au vol durant la manifestation. Les ingénieurs logiciel travaillent jour et nuit et les derniers préparatifs ont été faits sur place durant la nuit - blanche - qui précède l'ouverture de la manifestation.

### Rachat par Commodore
Le prototype présenté lors du Consumer Electronic Show dépasse les espérances, deux des quatre géants du secteur informatique sont intéressés par le rachat de la startup Amiga Inc: Commodore et Atari. Dave Morse, directeur d'Amiga Corp. affirme alors que cette machine sera vendue uniquement sous le nom Amiga. Atari investit beaucoup d'argent pour le rachat puis se retrouve en difficulté à la suite de l'effondrement du marché des jeux vidéo. C'est alors Commodore qui, à la dernière minute, rachète la startup. Atari intente une action en justice contre son rival mais l'affaire est classée sans suite.
En septembre 1984, Commodore, qui est en difficultés économiques à la suite d'une perte de 20,8 millions de dollars, compte sur cet achat pour la relance de ses activités sur un marché des micro-ordinateurs alors dominé par Apple et IBM. Commodore fait ainsi son entrée sur le marché des ordinateurs 16 bits et prévoit de faire de l'ordinateur Commodore Amiga un produit de masse,,.

### Les premiers Amiga

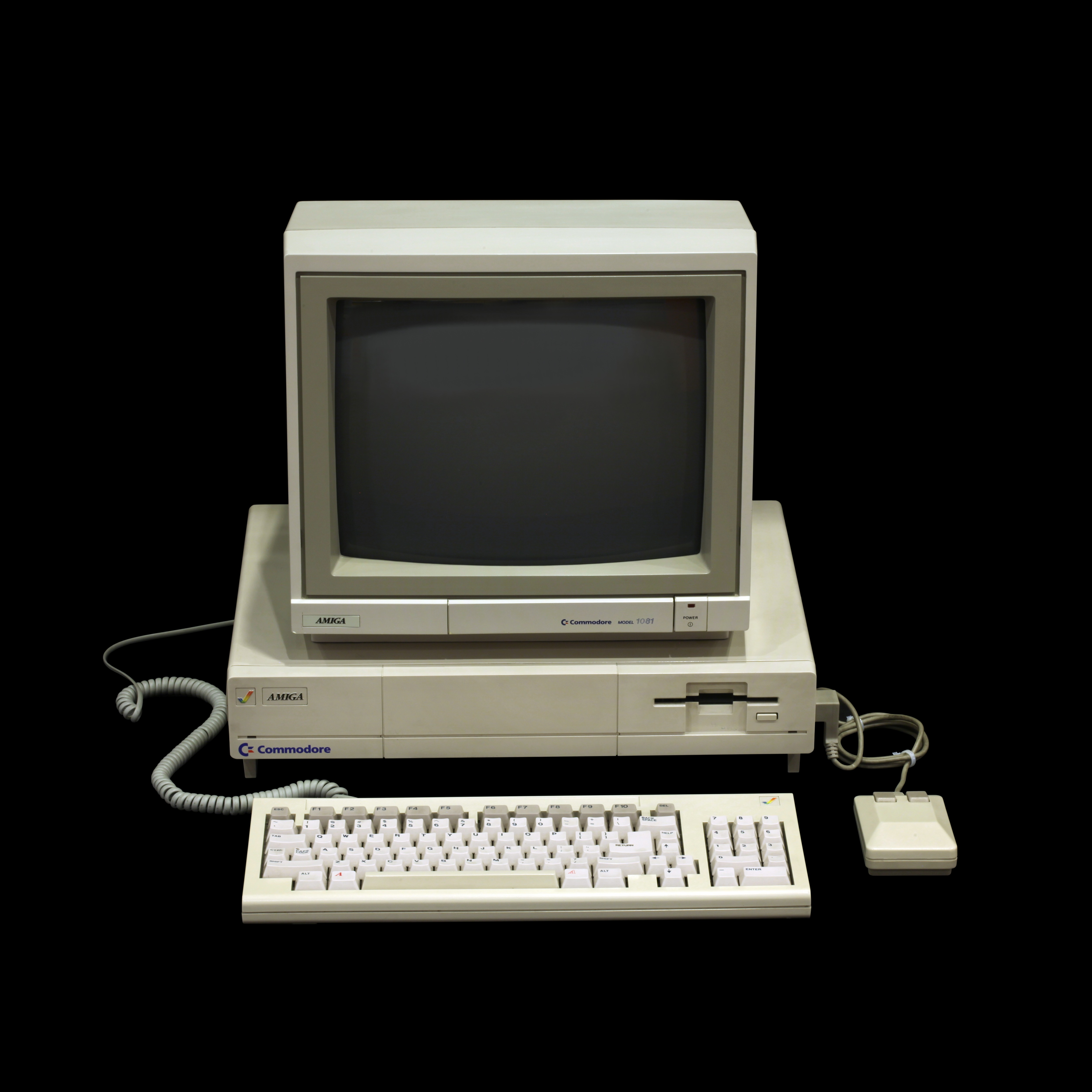
Amiga 1000

L'Amiga 1000 est mis sur le marché fin 1985 aux États-Unis pour un prix de 1 300 $. Il offre à la fois une interface graphique similaire à celle du Macintosh et une interface en ligne de commande. Les deux ordinateurs utilisent le processeur Motorola 68000, cependant l'Amiga est équipé d'un chipset sophistiqué qui libérait le processeur de tâches compliquées de génération d'image et de sons. Son interface graphique est en 4096 couleurs tandis que celle du Macintosh est en noir et blanc.
Il est équipé de 256 ko de mémoire vive dite Chip RAM, utilisée à la fois par le processeur et le chipset ainsi que d'un lecteur de disquettes 3,5 pouces (880 ko) et d'un second module interne de 256 ko de mémoire. Il peut afficher des images de 4 096 couleurs (avec contraintes) et est équipé d'un circuit audio 4 canaux (stéréo 2x2) uniquement dédié aux échantillons numériques. Il peut être équipé d'un émulateur pour exécuter les programmes prévus pour le IBM PC, tels que Lotus 1-2-3,.
À la suite d'un contrat signé entre Commodore et Atari, le premier Amiga est mis sur le marché quelques mois après l'Atari ST qui deviendra alors son principal rival. Les deux machines sont similaires, l'Amiga intègre des technologies plus novatrices pour l'époque mais il est également deux fois plus cher.
En 1985, le magazine Compute! décrit l'Amiga comme « la machine pivot qui brisera le fossé qui divise actuellement en deux le marché des micro-ordinateurs » et le qualifie de « premier vrai ordinateur personnel ». L'Amiga, fabriqué par un constructeur réputé comme fabricant de jouets, a cependant beaucoup de peine à se faire une place dans le milieu professionnel.
Le démarrage de l'Amiga 1000 consiste à insérer la disquette dite de kickstart dans le lecteur avant d'allumer la machine. En effet, l'amorce du système d'exploitation devait être enregistrée sur une puce de mémoire morte soudée sur la machine, mais cette amorce n'était pas disponible au début de la production et son contenu a été livré sur une disquette. Le contenu de la disquette est copié dans un module interne de mémoire au démarrage de l'ordinateur. La place pour la puce d'amorce existait sur la carte mère et certains bricoleurs y ont soudé eux-mêmes la puce d'amorce,. Cette caractéristique a disparu par la suite et les machines Amiga suivantes ont toutes été équipées de série d'une puce de mémoire Kickstart pour l'amorce.
Le premier Amiga est produit fin 1985, et sort en Europe début 1986, arrivant en premier lieu en Grande-Bretagne avant d'atteindre l’Europe continentale, et sera plus tard référencé en tant que Commodore-Amiga 1000 (A1000). Après des ventes très en deçà des espérances, à cause de son prix le catégorisant dans le haut de gamme, l’Amiga 500 (entrée de gamme) et l’Amiga 2000 (version professionnelle) suivent en 1987, développés par la filiale allemande de Commodore. La firme américaine réoriente avec succès sa stratégie pour se caler sur celle de son concurrent Atari. L’histoire de cette gamme d’ordinateurs commence alors réellement grâce à l’A500 devenant l’un des ordinateurs les plus populaires de cette époque[réf. nécessaire].

### Populaire en 1990
Dans les années 1990, l'Amiga 500 est la machine la plus populaire sur la scène démo, supplantant le Commodore 64 qui était la machine de référence dans les années 1980. En 1992, l'arrivée de l'Amiga 1200, avec ses nouveaux circuits intégrés AGA, a provoqué une fragmentation de cette scène.
L'Amiga n'avait que peu de parts de marché dans le secteur de l'informatique de gestion. Professionnellement, l'Amiga était utilisé dans l'industrie de la télévision et du cinéma, en raison notamment de sa possibilité d'être synchronisé à des appareils vidéo. De nombreux logiciels de montage et production d'image numérique ont vu le jour sur Amiga, tels que VideoToaster (en), Lightwave 3D, Scala ou Cinema 4D, qui ont été utilisés notamment pour monter les séries télé Max Headroom et Babylon 5.
L'Amiga était couramment la cible de virus informatiques, à la fois à cause de sa popularité et parce qu'il permettait de cacher facilement un virus dans une disquette, qui infectait l'ordinateur dès que la disquette était placée dans le lecteur. L'habitude de nombreux utilisateurs de s'échanger des disquettes, notamment de jeux vidéo, en favorisait ensuite la diffusion.

#### Échec commercial du CDTV

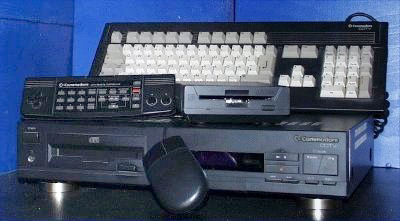
Amiga CDTV

L'Amiga CDTV est un set-top box et lecteur de CD ROMs sorti en 1990. Commodore espère que de nombreux titres paraîtront pour cette machine, mais elle n'obtient pas le succès escompté et est rapidement abandonnée. Selon Andy Slaven du magazine Video Game Bible, « la machine a un cœur d'ordinateur, mais dans la pratique il s'agit d'une console de jeu ratée ». Le CDTV est équipé d'une télécommande et le clavier ainsi que le lecteur de disquettes sont en option. Il existe quelques bons jeux vidéo pour le CDTV, cependant la plupart sont également disponibles pour d'autres consoles de jeu meilleur marché et fonctionnent aussi sur des ordinateurs personnels Amiga ainsi que la console de jeu CD32. Ces deux consoles étaient populaires en Angleterre, mais ont été très peu vendues aux États-Unis voire pas du tout pour la CD32. L'intention initiale de Commodore était d'en faire le magnétoscope du futur. Or, les acheteurs de magnétoscope trouvaient en fait que le CDTV ressemblait trop à un ordinateur, alors que les acheteurs d'ordinateur trouvaient... qu'il n'y ressemblait pas assez.

### Extension de la gamme

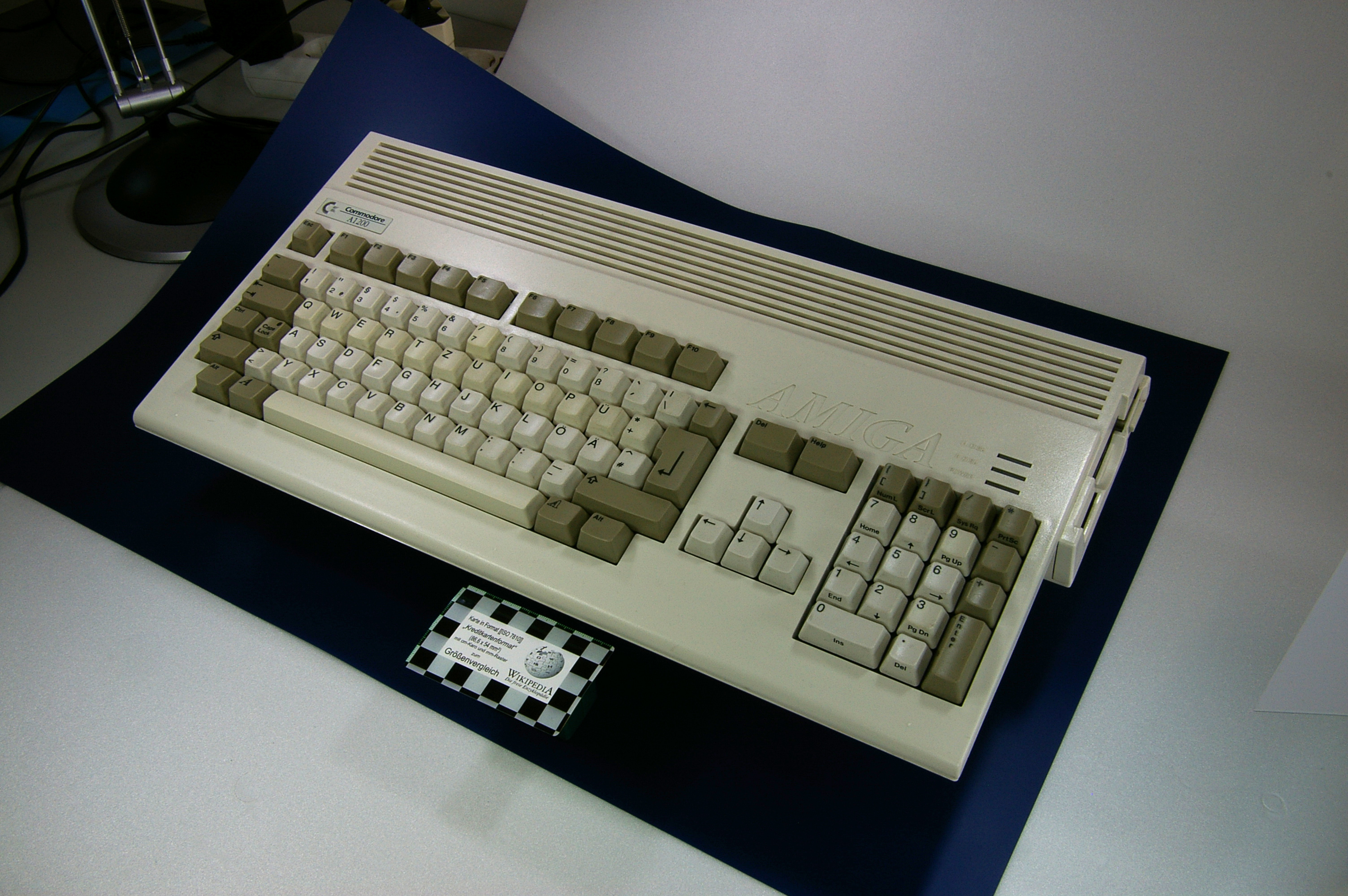
Amiga 1200

En 1990, Commodore sort l’Amiga 3000. C'est un modèle destiné aux professionnels, équipé du processeur 68030 - dernier né de Motorola - ainsi que de nouveaux coprocesseurs (Amber, SuperDMAC et Ramsey). En Angleterre est mis en vente un Amiga 2000 rebadgé, l’Amiga 1500. Ce dernier est identique à l'Amiga 2000 mais est équipé de deux lecteurs de disquette de série. Ces deux modèles n’ont connu qu’un succès confidentiel[réf. nécessaire].
Le succès de l’Amiga 500, doté d’une mémoire vive de 512 Kio à laquelle les utilisateurs avaient tendance à ajouter l'extension 512 ko insérable dans la trappe située sous l'appareil, poussa les ingénieurs de Commodore à en sortir une version améliorée en 1991, l’Amiga 500+. Cette nouvelle version est dotée d’1 Mo de mémoire vive, d'une version améliorée du jeu de puces ECS et est livrée avec une mise à jour du firmware avec le Kickstart 2.04. Le succès de cette version fut très relatif, à cause de sa durée de commercialisation, et eut pour principal mérite de permettre à de nombreux joueurs de pouvoir accéder aux titres nécessitant 1 Mo sans avoir à acheter une extension mémoire. Malheureusement, dans la pratique, certains anciens jeux sont incompatibles avec cette machine, d'autres nécessitaient de passer par le menu du kickstart pour désactiver les améliorations du nouveau chipset[réf. nécessaire].
En 1992, après l’échec du CDTV, Commodore lança trois nouveaux produits : l’Amiga 600 (en mars), l’Amiga 1200 et l’Amiga 4000/040 (en septembre) ; un modèle Amiga 4000/030 sortit en mars 1993. Les A1200 et A4000 sont basés sur de nouvelles versions du kickstart et disposent de possibilités étendues d’un point de vue graphique. Ils sont également dotés de processeurs plus puissants (Motorola 68020 pour l’Amiga 1200, 68030 ou 68040 pour l’Amiga 4000). Ces modifications les rendent peu compatibles avec les générations précédentes, notamment avec les anciens jeux. L’Amiga 600 reprend l’architecture de l’A500+ en lui adjoignant une petite mise à jour du kickstart et en supprimant le pavé numérique.

### La faillite de Commodore
La console de jeu Amiga CD32 est présentée en 1993, les logiciels pour cette console sont sur CD-ROM, la CD32 peut également lire des CD audio ordinaires, le prix de vente est fixé à 400 $. Au même moment Commodore annonce une liquidation partielle dans le but de se restructurer à la suite d'une perte de 8,3 millions de dollars. Les logiciels pour le CDTV fonctionnement également sur le CD32 et celui-ci peut être mis sur le marché avec une abondante offre de logiciels. Le CD32 connaît un franc succès en Angleterre uniquement et ne sera pas vendu aux États-Unis pour un conflit sur un brevet. Ses ventes subiront un arrêt fatal l'année suivante: Commodore, en cours de restructuration, n'arrive pas à répondre à la demande par manque de pièces de rechange. Commodore déclare faillite en 1994 et la production de la CD32 est arrêtée. Avec moins de 100 000 unités, c'est une des consoles les moins vendues de tous les temps.
La stratégie, l’immobilisme en matière de développement et l’attitude de vente de Commodore dans un environnement de concurrence énorme avec les compatibles PC l’a conduit au redressement judiciaire en 1994.

### Après la faillite

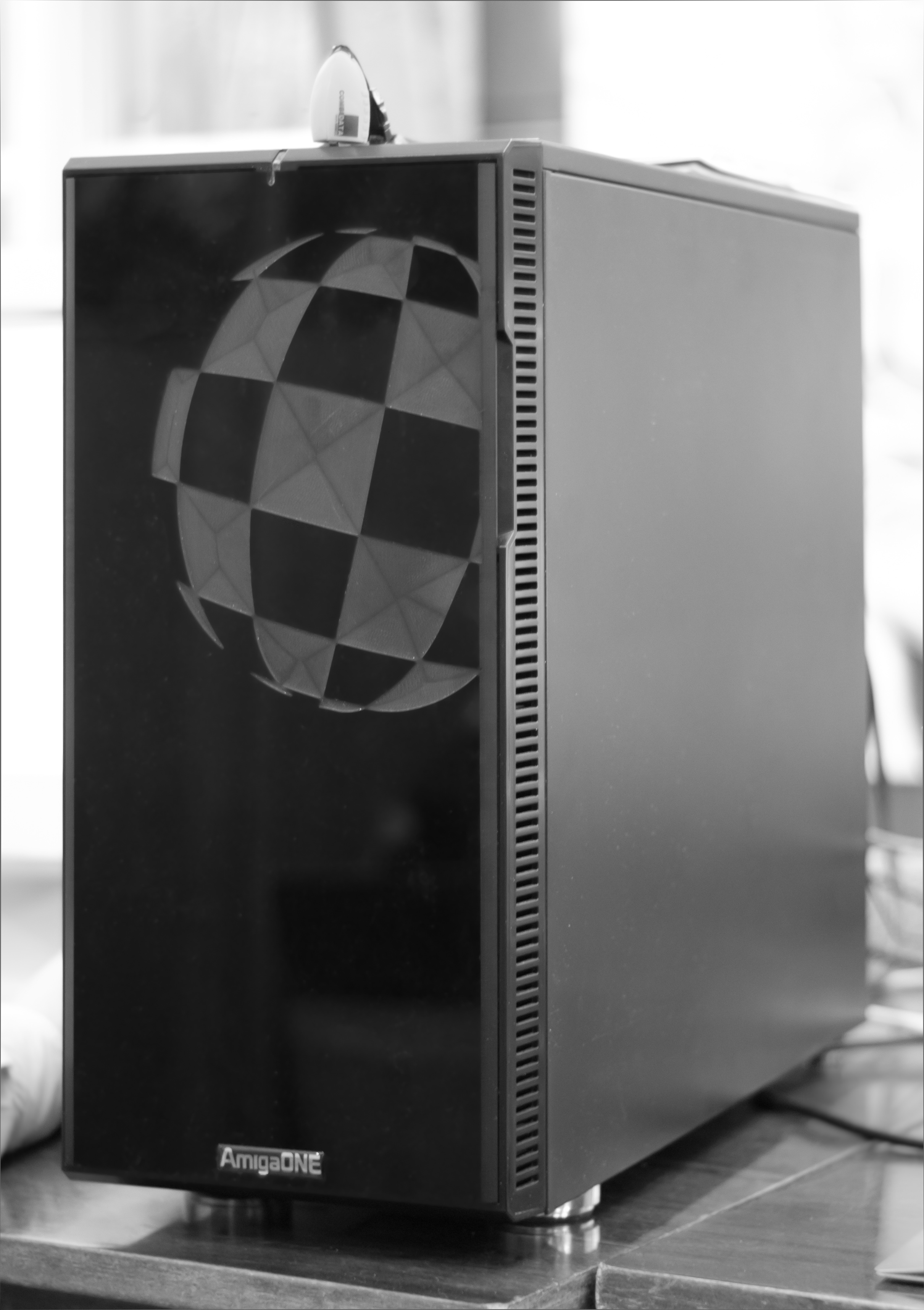
AmigaOne X1000

Après la faillite de Commodore en 1994, l'industrie continue de faire évoluer la machine. Les constructeurs de matériel continuent de produire des cartes accélératrices et les éditeurs de logiciels continuent de produire des applications ainsi que des patches[réf. nécessaire].
À noter qu'Escom AG (en) rachète les droits auprès des administrateurs de la faillite pour continuer la fabrication de l'Amiga 1200 à Bordeaux (Cestas), par le biais de l'entreprise Solectron. Le 1200 sera fabriqué dans cette usine de 1995 à courant 1996.
Les cartes accélératrices étaient d’abord à base de 68020, puis 68030, 68040, 68060 et d’hybrides 680x0 et PowerPC (603, 603e, 604). Le 680x0 faisait fonctionner le système d’exploitation et les anciennes applications, le PowerPC s’occupait des calculs (MP3, vidéo, jeu)[réf. nécessaire].
Quelques jeux vidéo parus après 1994 ont été adaptés de façon officielle par des éditeurs tiers aux Amiga accélérés, par exemple wipEout 2097, Descent: FreeSpace, Quake II et Heretic 2[réf. nécessaire].
En 1996, Karl Jeacle publie un livre de 120 pages consacré à l'utilisation de l'Amiga pour accéder à Internet. Opération possible sur les modèles de haut de gamme et sortis après 1990 - le minimum recommandé étant l'Amiga OS 2.04, un disque dur de 5 Mo de capacité et un processeur Motorola 68020 ainsi que le chipset AGA ou une carte graphique. Ce livre cite une liste de plus de 15 logiciels tels que lecteur d'e-mail, navigateurs Web, client FTP, logiciels de messagerie instantanée, lecteur de nouvelles, logiciels de visioconférence et des piles de protocoles, tous destinés à Internet. Tous ces logiciels sont disponibles depuis peu de temps, sont gratuits, présents dans des distributions sur CD-ROM ou dans des magazines et proviennent notamment de la collection Aminet.
À cette époque, plusieurs projets se réclamant inspirés par l’Amiga voient le jour [réf. nécessaire]:
- les BeBox et BeOS, quoique plus proche d'Apple, par leur place dans le multimédia et leur avance sont considérées comme proche de l’esprit Amiga ;[réf. nécessaire]
- le système d’exploitation AROS, pensé pour fonctionner sur toutes plateformes ;
- AtheOS ;
- le Pegasos puis Pegasos II sous MorphOS, pour certains l'unique et seul héritier de l'Amiga, né des seules personnes qui avaient réussi à faire évoluer envers et contre tout l'Amiga vers le Power PC et son système au RTG, se détournera du nom Amiga à la suite de profonds désaccords avec le propriétaire du nom Amiga inc. (en).

Sept ans après la faillite, en 2001, c'est la société Amiga Inc. basée en Australie, qui continue de faire évoluer l'AmigaOS. La société publie des spécifications techniques et fait appel à des constructeurs dans le but de sortir un nouvel ordinateur Amiga dans les six années qui viennent. Une machine attendue avec impatience par les utilisateurs et fan-clubs de l'Amiga.
Une autre entreprise, Hyperion Entertainment (en), achète alors une licence à Amiga inc. (en) en 2004. Hyperion Entertainment (en) conçoit le système d’exploitation AmigaOS 4 (en) tournant sur une plate-forme dotée du northbridge Articia S, connu pour ses défaillances[réf. nécessaire]. Cette machine, basée sur un PowerPC G3 ou G4, sera nommée AmigaOne (en) puis MicroAone. Ces plates-formes dites AmigaPPC, même si elles sont issues du monde Amiga, n’ont plus grand-chose de commun avec les Amiga d’origine dits 68k ou classiques si ce n’est leur système d’exploitation AmigaOS ou MorphOS[réf. nécessaire].
Toutefois, compte tenu de leur architecture très différente des Amiga de l'ère Commodore, il est d'usage de se référer à ces derniers sous le terme de classic amiga. Ces derniers retrouvent une seconde jeunesse avec l'apparition de cartes FPGA comme le Minimig (en) permettant d'émuler parfaitement les anciennes machines.
Dans les années 2010, encore un certain nombre de systèmes se réclament de l'héritage Amiga, notamment les systèmes MorphOS, ArOS et AmigaOS, quelquefois de manière conflictuelle. Des ordinateurs continuent d'être vendus sous l'étiquette Amiga, notamment les modèles AmigaOne X500 et AmigaOne X1000.
Dans les années 2010, on trouve encore des producteurs de cartes accélératrices pour les Amiga classic, notamment les cartes ACA1230 et 620. Ces dernières, combinées à un adaptateur de carte CompactFlash et à une carte indivision, augmentent grandement les capacités initiales de ces machines.
La propriété intellectuelle de la marque appartient, en 2013, à Amiga, Inc. Sa politique actuelle est de licencier l'utilisation de la marque à des constructeurs tiers et de proposer une partie du catalogue de jeux de la machine sur smartphones.
En 2022, une version réduite de l'Amiga 500 incluant 25 jeux sous licences sortis sur les différents modèles originaux est commercialisée, sur le modèle des consoles dédiées déjà existantes sur le marché du jeu vidéo rétro.

## Caractéristiques

### Le matériel

#### Processeurs
Les premières versions de l'Amiga comportent un microprocesseur Motorola 68000 cadencé à 7,159 09 MHz en NTSC, et 7,093 779 MHz en PAL. Cela peut varier lors de l'utilisation d'un système externe tel que le genlock. Le microprocesseur peut adresser jusqu'à 16 Mo de mémoire vive mais, dans le système de l'Amiga, cela est limité à 8 Mo. Le 68000 est épaulé par trois circuits intégrés maison, appelés custom chips, nommés Agnus, Paula et Denise. Ils contiennent chacun une logique de gestion dédiée à une tâche spécifique (vidéo, son, DMA ou graphismes).
Contrairement au Macintosh où la plupart des opérations sont réalisées par le processeur 68000, sur l'Amiga ce sont des puces spécialisées qui s'occupent du son, du graphisme et de la vidéo, d'où des capacités multimédia supérieures. À capacité équivalente, un Amiga pouvait d'ailleurs faire tourner, via un émulateur, les versions 68000 de MacOS de façon plus rapide que sur un MacIntosh, jusqu'à faire tourner certains jeux convertis sur Amiga comme SimCity 2000 plus rapidement sur émulateur MacOS qu'en version native AmigaOS.
L’Amiga 2000 avait un port d’extension conçu pour recevoir une carte avec un processeur plus moderne comme un Motorola 68020, 68030 ou 68040. Ainsi, Commodore a proposé l’Amiga 2500, un Amiga 2000 vendu avec une telle carte déjà installée. Enfin l’Amiga 4000 n’avait pas de microprocesseur sur sa carte mère et était vendu avec une carte fille dotée d’un Motorola 68030 ou 68040 jusqu’à 25 MHz[réf. nécessaire].

#### Possibilités graphiques et vidéo
L'Amiga se branche à un moniteur de télévision PAL (définitions : 320 × 256 non-entrelacé, 320 × 512 entrelacé avec 32 couleurs maximum et 640×256 non entrelacé et 640 × 512 entrelacé 16 couleurs maximum), ou NTSC (équivalent des définitions précédentes : 320 × 200, 320 × 400, 640 × 200 et 640 × 400). Il comprend de plus un système de débordement vidéo, appelé « overscan » permettant d'étendre l'affichage jusqu'aux limites visibles de l'écran et au-delà. Les Amiga munis du chipset OCS ou ECS pouvaient afficher différents nombres de couleur selon le mode choisi, de 32 couleurs en basse définition classique utilisée dans la majorité des jeux, 64 en mode EHB qui doublait le nombre de couleurs en ajoutant 32 couleurs en plus, qui étaient les nuances des 32 premières avec l'intensité diminuée de moitié jusqu'à 4096 avec le mode HAM, rarement utilisé en dehors du graphisme professionnel. Dans tous les cas, la palette est de 4096 couleurs. Les Amiga AGA étendront ces limitations à 256 couleurs affichables sur une palette de 16 millions (262 000 couleurs affichables en mode HAM 8). À noter que l'Amiga pouvait utiliser le copper pour changer les couleurs par ligne. Certains jeux comme Shadow of the Beast, Lionheart ou Brian the Lion utilisent cette technique pour dépasser le plafond de couleurs maximales à l'écran, en affichant plusieurs centaines sur un simple Amiga OCS.
Les trois puces spécialisées lui apportent flexibilité et vitesse. Ainsi, si l'Amiga ne pouvait théoriquement qu'afficher 8 sprites de 3 couleurs sur lesquels il est possible de fixer la priorité et déceler des collisions, capacités bien en retrait de ce que pouvaient faire les consoles de salon 16 bits sorties quelques années après, ceux-ci pouvaient être démultipliés en utilisant le copper pour en afficher bien plus à l'écran. Le blitter permettait en outre d'afficher d'autres objets animés à l'écran (les Blitter Object, ou BOB) sans limitation de couleurs autre que la palette et, en nombre, uniquement limité par la RAM et le processeur. Beaucoup de jeux Amiga utilisaient les spécificités du chipset pour dépasser ainsi les capacités théoriques de la machine.
Le matériel vidéo de l'Amiga est compatible genlock, ce qui permet de l'utiliser dans la production de films et de séries télévisées. Cette spécificité fut mise en avant notamment aux États-Unis avec la carte Video Toaster (en) de NewTek (en) qui permettait de bénéficier de l'équivalent d'une station de montage vidéo à une fraction du coût d'un tel équipement professionnel. Cette carte était fournie avec de nombreux logiciels, dont notamment Lightwave 3D qui fut abondamment utilisé dans la production d'effets spéciaux pour des films ou des séries télévisées. Le Video Toaster fut également très populaire aux États-Unis auprès des particuliers, notamment Wil Wheaton (qui participa directement au développement et à la promotion de la version AGA de la carte), Tony Hawk ou Snoop Dogg. Le video toaster était si réputé à l'époque qu'il remporta un Emmy Award en 1993 pour ses performances techniques.
Une particularité de l’Amiga résidait dans le fait que les pixels des images étaient répartis en mémoire vive dans des plans de bits. Ainsi, pour une image en 256 couleurs, soit 8 bits, chaque bit du pixel se trouvait dans un octet différent. Cette disposition en mémoire était particulièrement peu adaptée aux jeux en trois dimensions, qui recalculent la valeur de chaque pixel autant de fois que possible. Ceci explique que John Carmack a déclaré en 1993 que Doom ne tournerait jamais sur Amiga. Lorsque le code source du jeu fut mis en téléchargement libre en décembre 1997, des adaptations de qualité du jeu et de sa suite furent cependant réalisées pour Amiga dès l'année suivante.
Cette particularité graphique, en plus de la lenteur des microprocesseurs Motorola contemporains des Pentium, a, pendant un temps, interdit aux utilisateurs d’Amiga de jouer dans de bonnes conditions aux jeux en 3 dimensions qui faisaient fureur sur PC à l’époque comme Doom et tant d’autres qui ont contribué à l’envol du PC familial. Ce défaut pouvait être corrigé par l’utilisation de cartes vidéo qui permettaient de s’affranchir des limitations du chipset vidéo original[réf. nécessaire].

#### Processeur audio

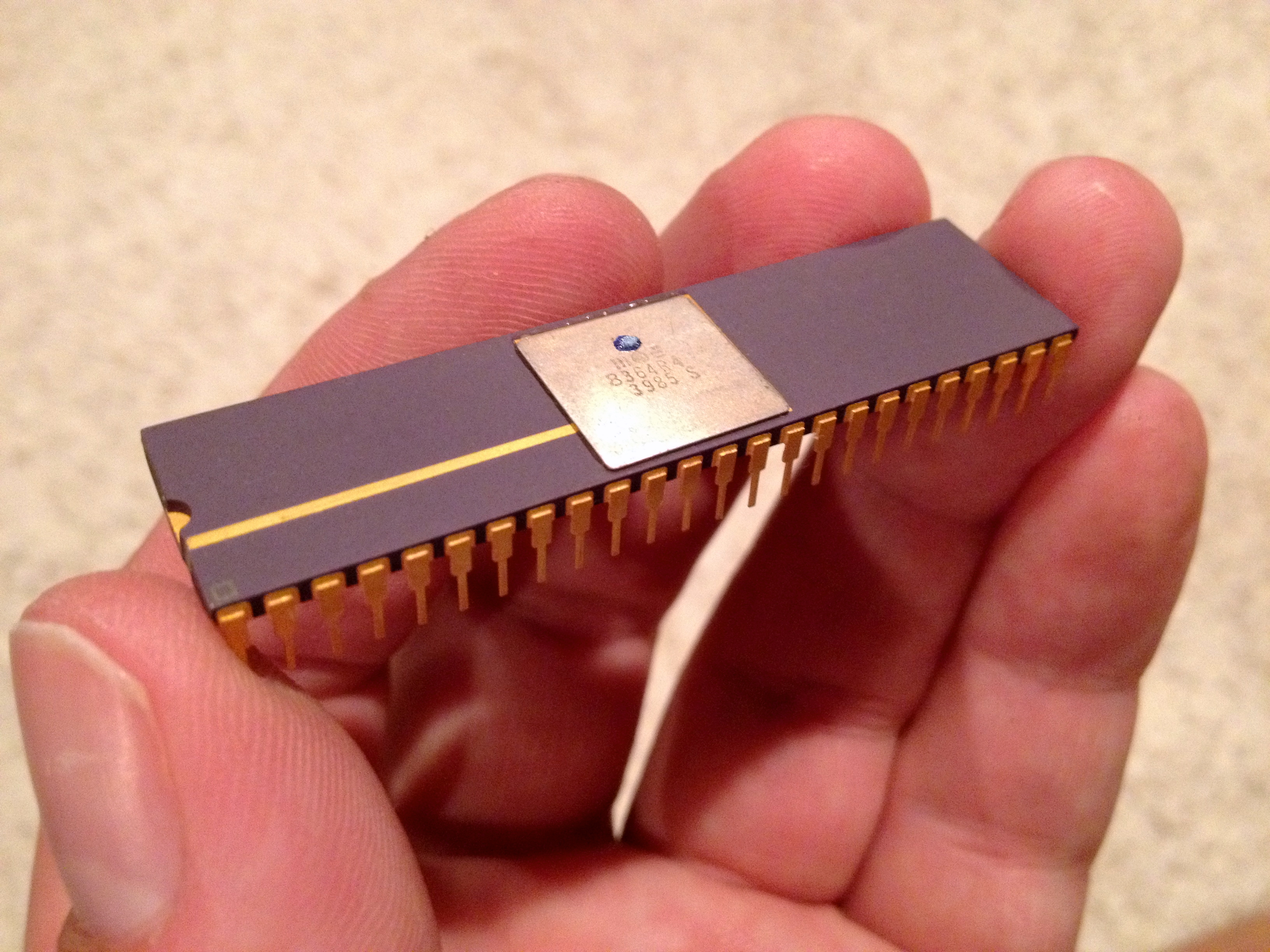
Puce Paula (Amiga 1000)

Paula est le surnom de la puce audio MOS Technology 8364 fabriquée par MOS Technology et utilisée dans l'Amiga. Cette puce comporte 4 canaux audio 8 bits capables de produire des formes d'ondes complexes sur une plage de 9 octaves (de 20 Hz à 29 kHz) à partir d'échantillons numérisés en stéréo. Le volume peut être contrôlé séparément pour chacun des 4 canaux ce qui permet de réaliser des effets tels que trémolo ou vibrato. Contrairement au reste du matériel de l'Amiga, la puce Paula est à peu près la même sur tous les modèles mais ses limitations théoriques ont là aussi pu être dépassées par les développeurs, (notamment Chris Huelsbeck et ses compositions pour Turrican ou Jim Power) arrivant à proposer une sortie audio sur 14 bits ou sur 7, voire 8 voix mais aussi par des logiciels comme Octamed dont le nom fait explicitement référence à son utilisation de huit voies sonores sur un Amiga standard.

#### Lecteurs de disquettes
L'Amiga est équipé d'un lecteur de disquettes 3,5 pouces utilisant des disquettes double face 80 pistes d'1 Mo de capacité. Il formate les disquettes avec 11 secteurs de 512 o par piste et par face soit 880 ko. Cette capacité sera étendue à plus de 900 ko plus tard par des systèmes de fichiers tiers. Ce lecteur peut aussi lire des disquettes formatées au système de fichier compatibles IBM PC (9 secteurs par piste soit 720 ko en double face) et d'autres types de formatage[réf. nécessaire].
L'Amiga comporte également un port d'extension lui permettant de brancher jusqu'à 3 lecteurs de disquettes externes en série, en utilisant un connecteur similaire disposé à l'arrière du lecteur de disquette externe[réf. nécessaire].

#### Autres
La connectique de l'Amiga comprend un port vidéo RGB, un port vidéo composite et deux ports contrôleur sur lesquels peuvent être branchés une souris ou un joystick, un connecteur série, un connecteur parallèle centronics, un connecteur d'extension qui permet d'y brancher une carte d'extension et deux prises audio RCA. Un connecteur à l'intérieur du boîtier permet d'ajouter de la mémoire. Commodore affirme que le système d'exploitation supporte 8 Mo de mémoire. Les machines Amiga sont équipées d'un bus Zorro II ou Zorro III - selon les modèles, une technologie propriétaire successeur du standard ISA et prédécesseur de PCI,.
Les slots d’extension de l’Amiga étaient au format Zorro. Le bus Z-II était utilisé sur les machines ECS ainsi que sur l’Amiga 1200, alors que les machines professionnelles (A3000 et A4000) étaient équipées d’un bus Z-III, qui offrait une bande passante plus importante. Des sociétés tierces ont ensuite commercialisé des extensions permettant l’utilisation d’un bus PCI, bien plus rapide (par exemple la Mediator PCI board, pour A4000 et A1200 (monté en tour) offrant à la machine la possibilité d’utiliser des cartes vidéos modernes pour l’époque, par exemple la Voodoo IV)[réf. nécessaire].

### Le système d’exploitation
La construction de l'Amiga en fait un ordinateur complètement multitâches. D'autres micro-ordinateurs pouvaient - en 1985 - être utilisés en multitâches ; l'Amiga donnait cependant de meilleurs résultats. L'utilisateur pouvait théoriquement faire travailler un tableur tout en manipulant une image ou en utilisant un traitement de texte ; en théorie seulement parce que de telles applications n'étaient pas disponibles pour l'Amiga en 1985 et la mémoire manquait.
AmigaDOS est le système d'exploitation des disques de l'Amiga. Il peut être utilisé depuis une interface en ligne de commande (CLI) d'une manière similaire à MS-DOS tout en étant adapté à la nature multitâche de l'Amiga. Les disques sont manipulés en indiquant le nom du média ou du lecteur où ils se trouvent.
La seconde partie du système d'exploitation est une bibliothèque logicielle nommée Intuition qui manipule les fenêtres, les icônes, la souris et fournit un environnement graphique dans lequel les programmes vont être exécutés. Le Workbench est un de ces programmes. Il fournit une interface graphique avec des icônes, similaire au GEM ou à l'interface du Macintosh.
Selon le magazine InfoWorld de 1985 : « L'Amiga est une machine qui a du potentiel, cependant le système d'exploitation de l'Amiga a un sérieux bug : lorsqu'un programme dépasse la quantité de mémoire disponible, la machine plante et doit être redémarrée. Les vendeurs affirment que ce problème sera résolu avec les prochaines versions ».
La cause de ce bug est qu'AmigaOS est destiné aux processeurs 68000 de Motorola et que ces derniers ne comportent pas de MMU qui permettrait de contrôler les accès à la mémoire - le MMU est apparu avec le processeur 68020. Tout processus pouvait donc écraser la mémoire des processus voisins voire les zones mémoires du système. C'est le même problème qui affectera minix sur les machines à base de processeurs Intel x86 dans les mêmes années[réf. nécessaire].

#### Le Workbench

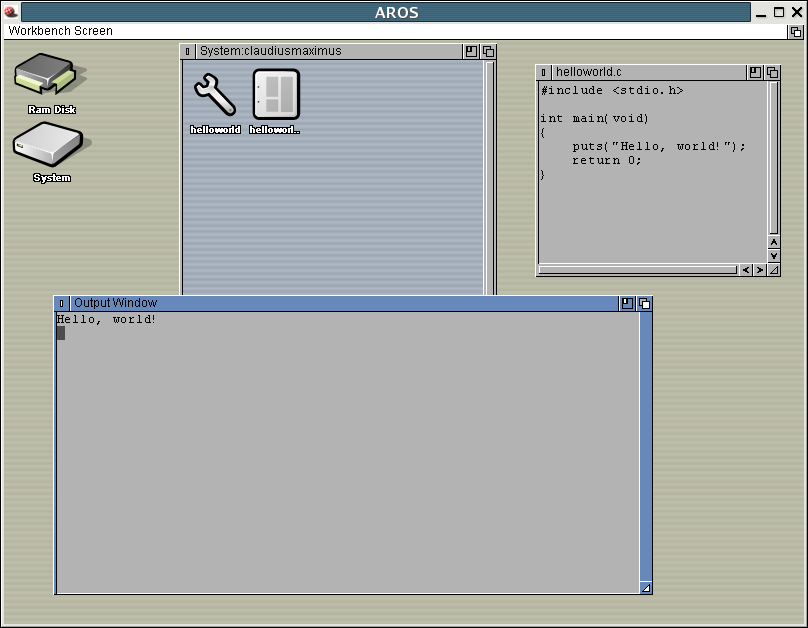
le Workbench. Ici sur AROS

Le Workbench fournit une interface avec des icônes, similaire au GEM ou à l'interface du Macintosh.
À partir du Workbench, il est possible d'ouvrir une ou plusieurs fenêtres de CLI et d'exécuter des commandes ou d'autres programmes. Il est également possible, avec un peu de connaissance technique, de créer une disquette de démarrage qui ne démarre pas le Workbench.
Parmi les fonctionnalités du Workbench : une barre de couleur verticale indique l'état de remplissage du disque dur et une barre horizontale, située en haut de l'écran, qui indique la quantité de mémoire actuellement disponible. Ces deux barres peuvent être déplacées à la souris (glisser-déposer). AmigaDOS 1.1 comporte un logiciel éditeur d'icônes qui permet, par exemple, de retoucher la forme de la corbeille.
Parue en 2009, la version 4.1 du Workbench a apporté des améliorations visuelles par rapport aux versions précédentes, telles que des menus contextuels et des icônes en aspect 3D. Il est courant que des utilisateurs adoptent des outils concurrents du Workbench ou installent des kits de widgets et d'icônes. Ces kits apportent de nouveaux types de widgets, des boutons animés et des icônes colorées, avec transparence et ombres, ainsi que des fonds d'écran, ce qui modifie complètement le look and feel - la signature visuelle et fonctionnelle - de l'interface graphique.

#### Le Kickstart

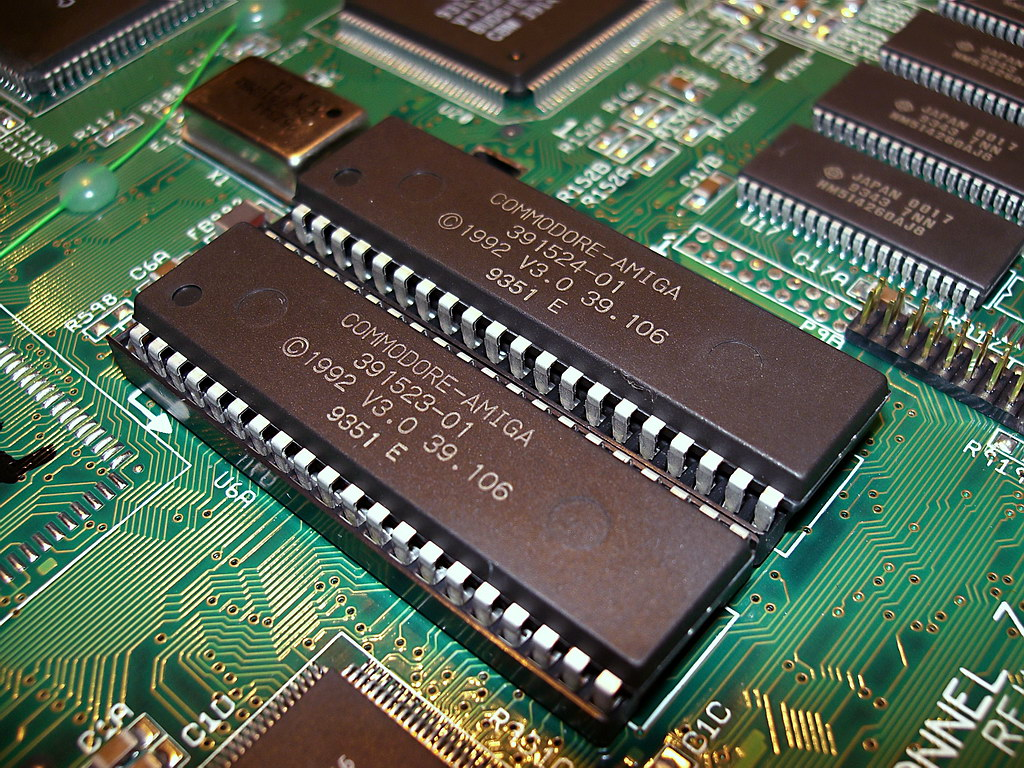
les puces du Kickstart.

Une partie des bibliothèques, stratégiques à l’environnement graphique et au fonctionnement des périphériques (clavier, disquette), était stockée dans une mémoire équivalente à celle d’un BIOS orienté système ; ce sont les fameuses ROMs KickStart. À l’origine, les Amiga 1000 devaient charger leur ROM Kickstart à partir d’une disquette pour se loger dans 256 Kio de mémoire RAM réservée à cet usage. Cette solution permettait de facilement mettre à jour un OS encore immature et promis à évoluer. Elle fut abandonnée avec la sortie des Amiga 500 et 2000 et remplacée par des ROMs classiques. Plus tard, lorsque les RAMs sont devenues moins coûteuses, des solutions logicielles furent créées afin de pouvoir booter les Amiga sur le kickstart de leur choix[réf. nécessaire].

##### Le système de fichiers
Le système de fichier était souple pour l'époque, permettant des noms de fichiers et dossiers longs avec majuscules, minuscules, espaces, lettres accentuées majuscules et minuscules, signes de ponctuation multiples. Il n'y avait pas de convention systématique de suffixe (tel que .txt ou .jpeg) indiquant le contenu d'un fichier, les programmes les reconnaissant à leur contenu[réf. nécessaire].
Le système de fichiers par défaut de l'Amiga, renommé plus tard Amiga Old File System, avait pour particularité que l'énumération des fichiers d'un dossier était lente. En effet, elle impliquait typiquement de lire plusieurs pistes, chaque changement de piste ralentissant la lecture alors qu'une petite partie seulement de ce qui était lu était nécessaire. Des programmes tiers tels que X-Copy ou DiskMaster proposaient des contournements. Le système de fichier Fast File System a, par la suite, corrigé ce défaut.
Le système d'exploitation de l'Amiga permettait également d'ajouter simplement la gestion de différents systèmes de fichiers sous forme de bibliothèques. Parmi les systèmes de fichiers créés spécifiquement pour l'Amiga, on peut citer CrossDOS (en), Smart File System (en) (SFS), Professional File System (en) (PFS)[réf. nécessaire].
À l'époque du début de l'Amiga, dans les années 1980, les disquettes étaient davantage utilisées que les disques-durs. De 10 à 20 Mo au début, la capacité des disques durs a rapidement évolué. Dans un premier temps, le pilote du système de fichiers FFS de l'Amiga ne permettait pas de manipuler des partitions de plus de 4 Go, ce problème a été réglé par la suite. Il est possible d’installer des pilotes qui permettent à l’Amiga d’exploiter des médias aux formats UDF FAT, HFS ou ext2[réf. nécessaire].

## Une machine réputée pour ses jeux

### Un début poussif, 1985-1989
Dès 1985, Electronic Arts et Activision adaptent sur Amiga leurs jeux les plus connus. Electronic Arts sera d'ailleurs sous contrat avec Commodore pour créer une gamme de logiciels utilitaires dont le plus connu, Deluxe Paint, deviendra la référence absolue du graphisme 2D, instaurant le format IFF comme norme de-facto dans le monde Amiga. Néanmoins, le premier system-seller de la machine qui exploite de façon convenable ses capacités graphiques très en avance sur son époque est Defender of the Crown de Cinemaware, développeur qui va se spécialiser dans la publication de titres graphiquements très recherchés sur Amiga (qui se verront par la suite adaptés sur de nombreux supports de l'époque).
À la fin des années 1980, l'Atari ST demeure toutefois le plus vendu des ordinateurs 16/32 bits et le développement de jeux est fait prioritairement sur cette machine avant leur adaptation sur Amiga, sans que les capacités graphiques et sonores supérieures de la machine de Commodore ne soient pleinement exploitées.
Shadow of the Beast, publié fin 1989 par Psygnosis et développé spécifiquement pour Amiga par Reflections, est considéré à l'époque, avec ses 13 scrollings différentiels et ses 128 couleurs à l'écran (rendues possibles par l'utilisation du copper pour faire varier la palette de couleurs affichées à l'écran) comme l'un des premiers jeux à apporter le confort de l'arcade à domicile. La version Atari ST qui suivra montrera le fossé technique entre les deux machines. À partir de cette époque, les jeux seront de plus en plus développés en premier lieu sur Amiga puis adaptés sur les autres supports,. De la même époque, on peut également citer Battle Squadron, Populous et It Came from the Desert qui furent développés en premier lieu sur Amiga.

### L'Âge d'or, 1990-1992
Au tout début des années 1990, l'Amiga entame un âge d'or, du point de vue des publications vidéoludiques, lié également à sa prise de position dominante sur le marché européen des ordinateurs familiaux 16/32 bits. L'extension de mémoire de 512 Kio (portant la mémoire vive totale à 1 Mio) devient rapidement obligatoire pour faire tourner la majorité des jeux. C'est l'époque qui voit arriver de nombreux classiques du jeu vidéo, développés sur et pour l'Amiga, comme Zool, James Pond 1&2, Superfrog, Another World, Alien Breed, Speedball II, Sensible Soccer, Lotus Esprit Turbo Challenge, Lemmings mais aussi des adaptations des plus grands jeux de l'époque comme The Secret of Monkey Island 1&2, Turrican 1&2, Civilization ou Eye of the Beholder 1&2.
Les développeurs alors les plus en vue se nomment Team 17, Bullfrog, DMA Design, Digital Illusions, Sensible Software, The Bitmap Brothers, Magnetic Fields ou encore Reflections. Les maisons d'édition Psygnosis, Ocean, Renegade, Mindscape, Millennium, Gremlin acquièrent une réputation internationale grâce à la machine de Commodore[réf. nécessaire].
En 1992, Commodore sort l'Amiga 1200, successeur désigné de l'Amiga 500 et première machine de la gamme amorçant un réel changement hardware. Toutefois, l'immense majorité des éditeurs continue à produire préférentiellement sur Amiga 500, adaptant parfois légèrement leurs jeux pour les Amigas 1200.

### Le lent déclin, à partir de 1993
Après 1993 s'amorce le déclin du marché des jeux Amiga. Cette année et les suivantes verront toutefois de nombreux jeux de qualité sortir sur le support, comme Flashback, Mr Nutz: Hoppin'mad, The Settlers, Worms, Colonization, Cannon Fodder, The Chaos Engine, Alien Breed: Tower Assault, Beneath a Steel Sky, Syndicate, Lionheart ou encore Ruff'n'Tumble et Turrican 3[réf. nécessaire].
La faillite de Commodore, début 1994, le déclin du marché des ordinateurs 16/32 bits au profit des consoles de jeu et du compatible PC, l'importance du piratage sur le support, l'obsolescence du support disquette et la généralisation du CD-ROM porteront un coup fatal à la machine. Après 1996, et malgré la sortie sporadique de titres comme The Chaos Engine 2, Fightin'Spirit, Gloom (en) ou Payback voire les adaptations de WipEout 2097 ou Quake, réservés à un public confidentiel et à des machines nécessitant de coûteuses cartes d'extension, l'Amiga ne redeviendra plus une machine de création et de production de jeux.

### Héritage
L'Amiga survit aujourd'hui dans de nombreuses rééditions de ses jeux sur des supports plus modernes, via l'émulation mais aussi dans de nombreux développeurs et éditeurs qui ont fait leurs armes sur la machine avant de s'épanouir ailleurs. Electronic Arts, sous contrat avec Commodore pour créer le format standard d'image sur Amiga, Blizzard Entertainment, qui développait des adaptations pour la machine de Commodore sous le nom de Silicon & Synapse, Bethesda Softworks qui a développé son premier jeu (en) sur cette machine ou Rockstar North, qui s'appelait alors DMA Design en sont les exemples les plus brillants, mais on peut citer également DICE, Blue Byte, Raven Software, Housemarque, Team 17, Reflections, Revolution Software, Traveller's Tales ou David Perry. Du côté des développeurs japonais, si la machine était bien plus rare dans leur pays (seul Koei a développé quelques wargames pour la machine, les autres adaptations de jeux japonais étant faites par des studios occidentaux sous licence), Fumito Ueda en a été un grand utilisateur (la première "maquette" de Ico a été conçue sur un Amiga 4000). On peut citer également Tetsuya Mizuguchi qui déclare avoir été inspiré par Xenon 2 qu'il avait découvert sur Amiga, Hideo Kojima qui jouait dessus ainsi que Junichi Masuda qui composa la musique des premiers Pokémon sur un Amiga,.
Dans un autre registre, le co-lauréat du prix Nobel de chimie 2024 Demis Hassabis et fondateur de Google DeepMind a programmé ses premières routines d'intelligence artificielle sur un Amiga 500 avant de participer au développement de jeux pour la société Bullfrog.
En août 2016, Internet archive met gratuitement en ligne plus de 10 000 jeux Amiga téléchargeables au format de fichier ADF (Amiga Disk File (en)) et jouables sur navigateur Web à travers l'émulateur SAE (Scripted Amiga Emulator, écrit en JavaScript).
Une petite production de jeux continue d'exister pour la machine. Le site de référencement Hall of Light comptabilise ainsi 15 jeux commercialisés sur la machine en 2022 et 13 jeux en 2023.

## Galerie

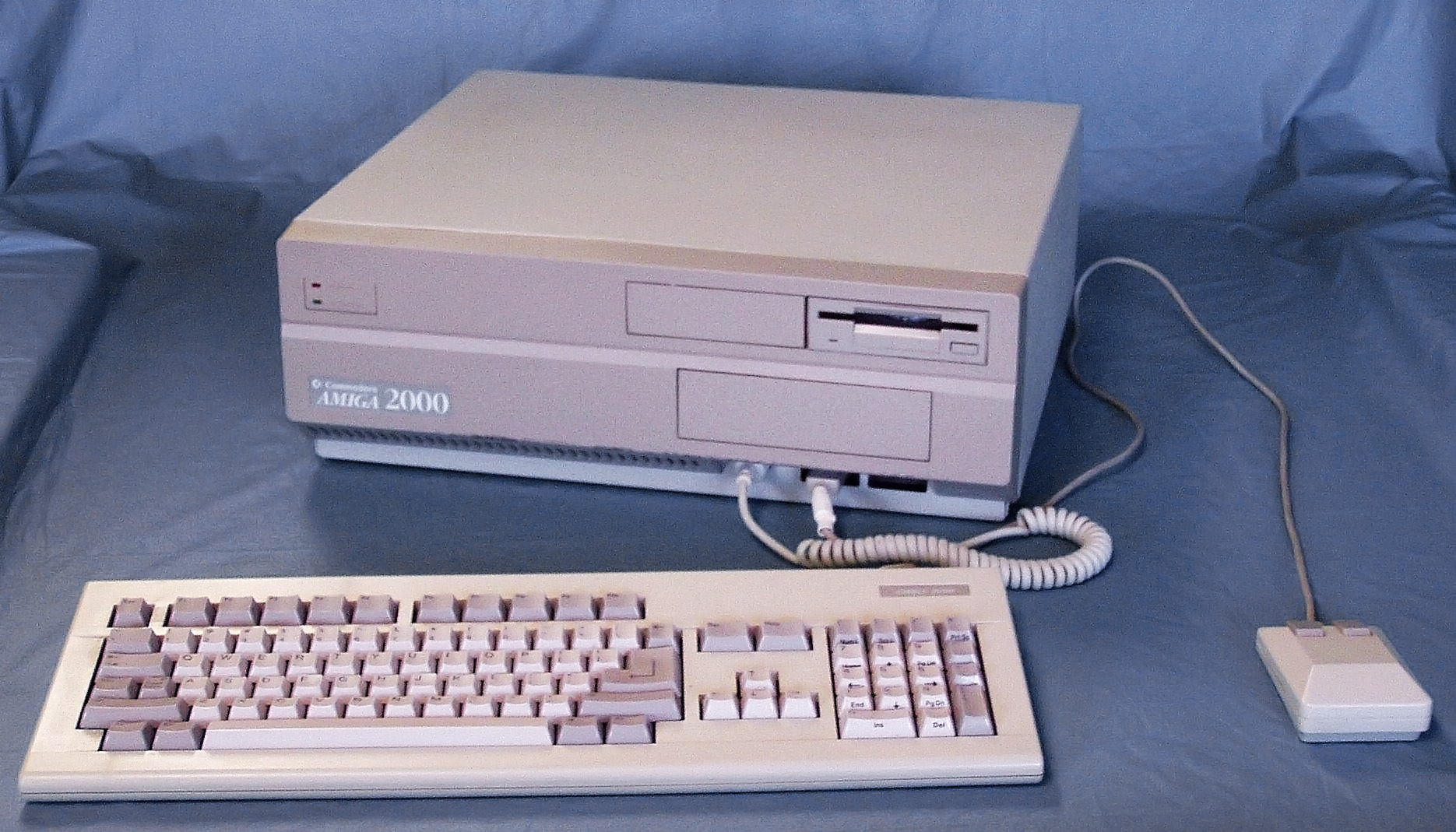
Amiga 2000, 1987
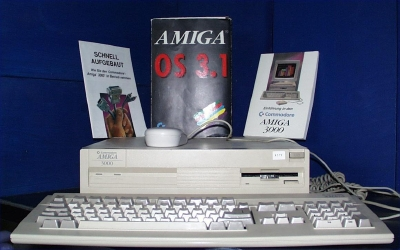
Amiga 3000, 1990
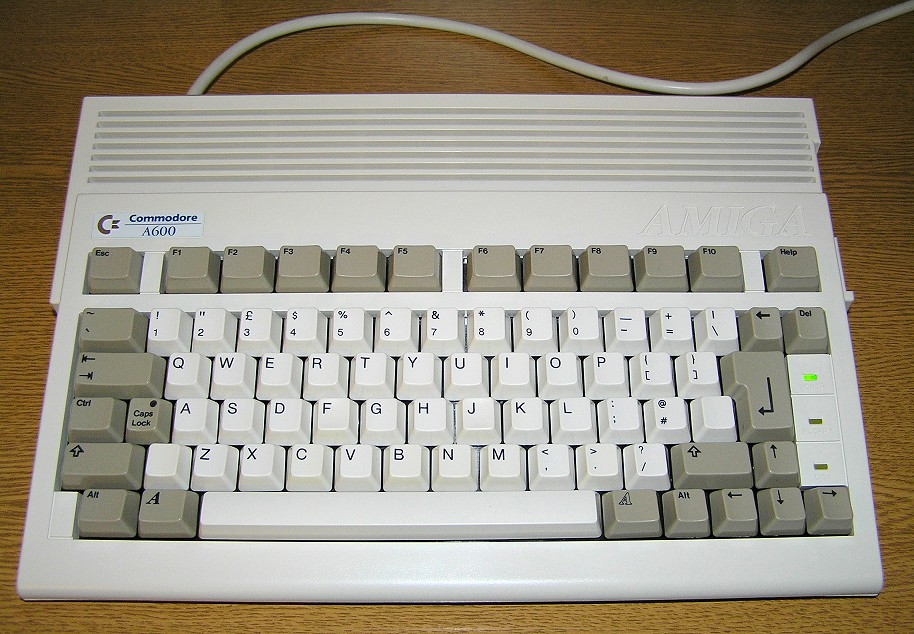
Amiga 600, 1992
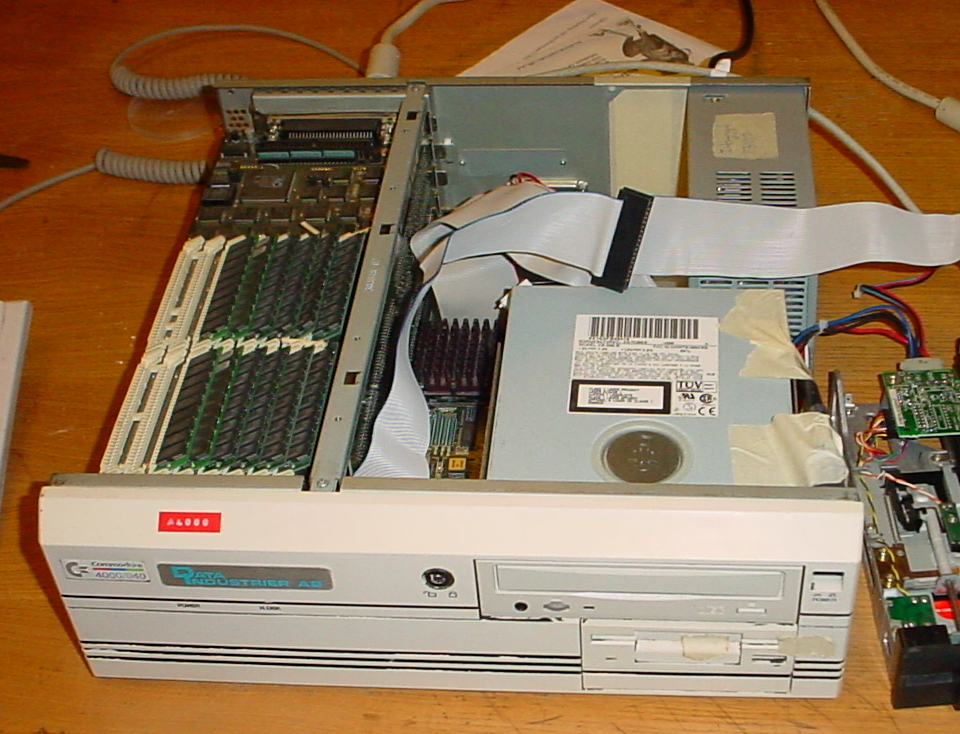
Amiga 4000, 1992
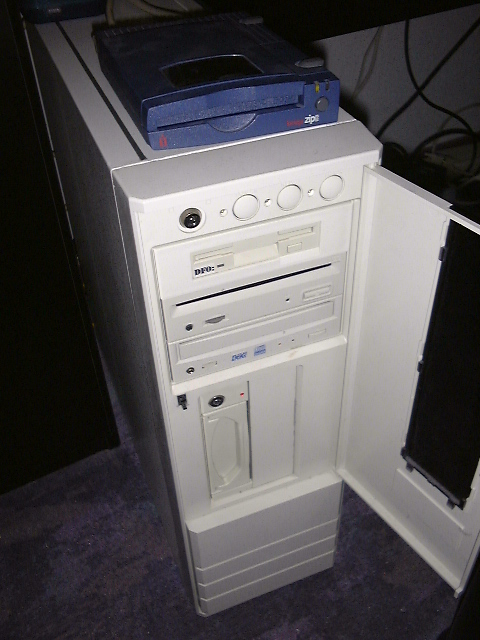
Amiga 4000T, 1994
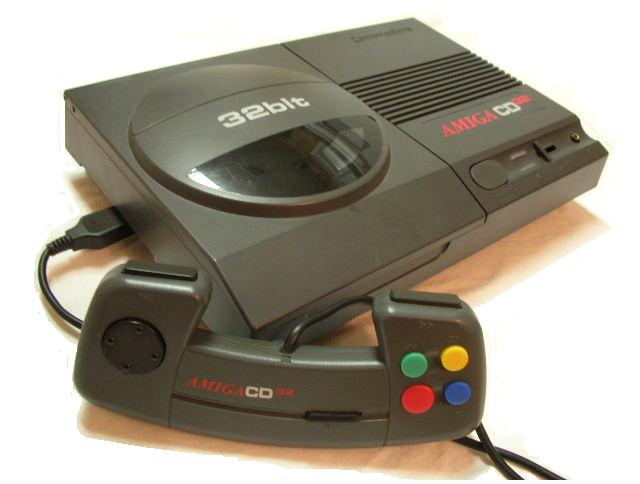
Amiga CD32, 1993